# Ho visto cose che voi umani

La sequenza di Blade Runner in cui Roy Batty pronuncia il celebre monologo

Ho visto cose che voi umani... è una frase derivata dal monologo pronunciato in punto di morte dal replicante Roy Batty nel film di fantascienza Blade Runner, del 1982, diretto da Ridley Scott e ispirato al romanzo Il cacciatore di androidi di Philip K. Dick. 
Tale frase, che non è presente nel romanzo, nel doppiaggio italiano del film incomincia in realtà in maniera leggermente diversa: «Io ne ho viste cose...».

## Il monologo
La frase è l'incipit – in forma leggermente modificata – del monologo di Rutger Hauer (doppiato in italiano da Sandro Iovino) nei panni del replicante Roy Batty, il quale, dopo aver inaspettatamente tratto in salvo Rick Deckard, poliziotto cacciatore di androidi che avrebbe dovuto ucciderlo, sotto la pioggia battente, prima di morire – i replicanti del film possono vivere solo per un tempo massimo di quattro anni –, afferma amaramente:
attack ships on fire off the shoulder of Orion,

I watched c-beams glitter in the dark near the Tannhäuser Gate.

All those moments will be lost in time,

like tears in rain.

Time to die.»
navi da combattimento in fiamme al largo dei bastioni di Orione,

e ho visto i raggi B balenare nel buio vicino alle porte di Tannhäuser.

E tutti quei momenti andranno perduti nel tempo,

come lacrime nella pioggia.

È tempo di morire.»
(Rutger Hauer/Roy Batty)
Nel documentario della BBC Dangerous Days: On the Edge of Blade Runner, Hauer, il regista Ridley Scott e lo sceneggiatore David Peoples asserirono che fu Hauer a scrivere il monologo. Vi erano precedenti versioni del monologo nella bozza del copione di Peoples; uno comprendeva la frase "I rode on the back decks of a blinker and watched c-beams glitter in the dark, near the Tannhäuser Gate" (letteralmente "Ho cavalcato i ponti posteriori di un lampeggiante e visto i raggi C balenare nel buio, vicino alle porte di Tannhäuser"). Nella sua autobiografia, Hauer scrisse di avere semplicemente tagliato il dialogo originale, lungo numerose righe, aggiungendo solo "tutti quei momenti andranno perduti nel tempo, come lacrime nella pioggia" ("All those moments will be lost in time, like tears in rain") benché il copione originale, mostrato durante il documentario, prima della riscrittura di Hauer, non menzioni "Tannhäuser Gate".
La scena del monologo di Hauer fu l'ultima sequenza di Blade Runner ad essere girata; quando venne terminata la troupe cinematografica applaudì e alcuni persino piansero, per la potenza del monologo in punto di morte combinata con il completamento delle riprese di un film che si era rivelato piuttosto laborioso da girare.
Il monologo è la traccia finale dell'album discografico della colonna sonora di Blade Runner di Vangelis.

## Interpretazione e traduzione

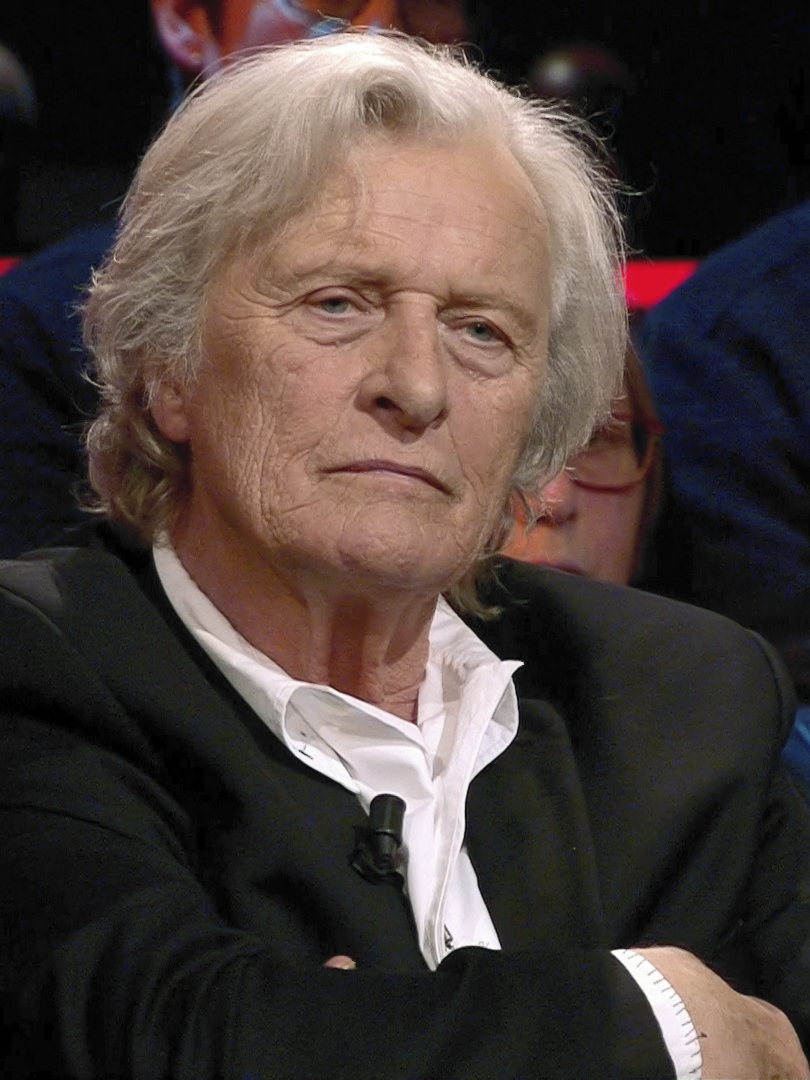
L'attore Rutger Hauer è entrato nell'immaginario collettivo con l'interpretazione del monologo

Il testo del monologo fa riferimento al passato del replicante, durante la sua militanza nei corpi militari speciali extramondo, e il film non fornisce alcun elemento per capire cosa siano i "raggi B" o le "porte di Tannhäuser", che pertanto sono lasciati all'immaginazione dello spettatore. Riguardo ai "bastioni di Orione", l'espressione originale inglese è "the shoulder of Orion" ("la spalla di Orione"), che è il modo in cui viene talvolta chiamata la stella Betelgeuse (α Orionis). L'espressione «c-beams» ("raggi C") fu tradotta in italiano come "raggi B" per esigenze di doppiaggio.
In ogni caso è chiaro che Batty sta ricordando la sua partecipazione a eventi spettacolari e si rammarica per il fatto che quelle memorie svaniranno insieme a lui, sottolineando come i replicanti abbiano effettivamente sviluppato tratti prettamente umani, accanto alle loro capacità artificiali. La commossa evocazione di memorie, esperienze e passioni che hanno caratterizzato la sua breve vita, evidenzia il lato "umano" del replicante.
La vita di Roy si chiude con un atto di pietà e compassione nei confronti di Deckard, nonostante egli abbia assassinato numerosi replicanti, atto che innalza moralmente Roy al di sopra delle istituzioni commerciali che lo vorrebbero vedere morto. In questo preciso istante il film sembra suggerire che nel replicante, capace di vedere sé stesso negli occhi dell'altro, rimanga posto per qualcosa di umano, che si manifesta persino attraverso un momento poetico (la similitudine delle "lacrime nella pioggia").

## Influenza culturale
- La frase, subito entrata nella storia del cinema, ha modificato i criteri che venivano usati nella fantascienza (sia cinematografica sia letteraria) per distinguere fra umani e androidi, spostando la distinzione dal semplice piano fisico a quello cognitivo.[14]
- La frase «navi da combattimento in fiamme al largo dei bastioni di Orione» è stata utilizzata dal cantautore italiano Jovanotti nella sua canzone E non hai visto ancora niente contenuta nell'album Lorenzo 2015 CC. del 2015, riadattata in «astronavi in fiamme al largo dei bastioni di Orione».[15]
- L'intero monologo viene citato dal cantautore italiano Claudio Baglioni nella sua canzone L'ultimo omino contenuta nell'album Io sono qui del 1995, con l'aggiunta alla fine, in linea con il contenuto del brano e con il significato del monologo, della frase «Game over».[16]
- Il titolo della canzone Come lacrime nella pioggia di Enrico Ruggeri è una citazione del monologo.